# Гавелка, Иржи
Иржи Гавелка (чеш. Jiří Havelka; 25 июля 1892[…], Орёл — 5 июня 1964[…], Гостомице) — чешский политический деятель, юрист, глава канцелярии президента Эмиля Гахи, а также министр транспорта и министр без портфеля в правительстве Протектората.

## Биография
Окончил юридический факультет Карлова университета и поступил на службу в в Министерство путей сообщения в качестве старшего советника профсоюза, а затем личного секретаря министров. В 1931 году стал доцентом административных наук и чехословацкого административного права в Карловом университете. С 1933 года стал советником Верховного административного суда, где сблизился с председателем суда Эмилем Гахой. В 1938 году занимал должность советника сената.
После политического кризиса осенью 1938 года и установления Второй Республики, окружение Эмиля Гахи и Рудольф Беран убедили Гаху принять предложение занять президентское кресло. После избрания Гахи, тот назначил главой канцелярии президента Гавелку. Вместе с этим, Гавелка был назначен министром без портфеля в правительстве Рудольфа Берана, в котором тот активно сотрудничал с министром транспорта Алоисом Элиашем. 16 февраля 1939 года Элиаш пригласил его на секретную встречу в Унгоште под Прагой, на которой обсуждалась проблема растущего словацкого сепаратизма и обрисовывалась возможность вооруженного вмешательства центрального правительства против словацких сепаратистов. 
После начала немецкой оккупации и создания Протектората Богемии и Моравии, Гавелка остался на своём посту министра без портфеля во втором правительстве Рудольфа Берана. После формирования правительства Алоиса Элиаша занял пост министра транспорта. Сохранял свою правительственную должность до апреля 1941 года. Принадлежал к группе протекторатных министров, которые придерживались тактики «сдерживания» против оккупационных властей. Предотвратил внедрение антиеврейских законов (в конечном итоге они были внедрены от имени немецких оккупационных властей). Поддерживал контакты с внутренним и зарубежным сопротивлением. В сентябре 1939 года, от имени правительства протестовал в штаб-квартире Гестапо против волны арестов произошедших после начала Второй мировой войны. На заседании правительства отказался поддержать прогерманское постановление по немецкой кампании в Югославии. Карл Герман Франк настоял на отставке Гавелки из правительства и президентской канцелярии.
Был арестован 27 сентября 1941 года, несколько месяцев находился в заключении (освобожден на основании вмешательства Эмиля Гахи), затем отстранен от общественной жизни и содержался под домашним арестом до конца войны.
После войны был арестован в 1945 году, и в апреле 1947 года предстал перед Национальным судом за коллаборационизм, но был оправдан. После прихода к власти коммунистов в феврале 1948 года, был насильно выселен из Праги в Гостомице, где прожил до конца жизни.
Скончался в 1964 году. Был кремирован и похоронен на Кладбище Винограды.